# Tad Smith
Tad Smith, né en 1965, est un homme d'affaires et chef d'entreprise américain. Il est le président directeur général de Sotheby's depuis le 31 mars 2015, en succédant à William Ruprecht. 

## Biographie
[à développer]
De 2009 à 2014, Tad Smith occupe plusieurs postes de direction dans la société Cablevision. 
De février 2014 à mars 2015 Tad Smith est le président directeur général de The Madison Square Garden Company.
Depuis le 31 mars 2015 il est le président directeur général de Sotheby's et succède à William Ruprecht,. 